# شالوم شبازی
حاخام شالوم بن یوسف بن آویگاد شبازی از خانواده ماشتا (۱۶۱۹ - حدود ۱۷۲۰)، یا ابا شولم شبازی یا سالم الشبازی (عبری: שלום שבזי‎ ; عربی: سالم الشبزی) یک شاعر یهودی بود که در قرن هفدهم یمن زندگی می‌کرد. او اکنون به عنوان «شاعر یمن» شناخته می‌شود.

## زندگی و آثار
شبازی در سال ۱۶۱۹ در شهر نجد الولید به دنیا آمد. نسب خانواده او به زراح، پسر یهودا، پسر یعقوب که اسرائیل نامیده می‌شود، بازمی‌گردد. شالوم پس از مرگ پدرش، یوسف مشتا، به شهر کوچک شباز در نزدیکی شهر تعز نقل مکان کرد.
مدتی نگذشت که بار دیگر نقل مکان کرد و در تعز اقامت گزید و در خارج از شهر، زیر جبل صابر، نمازخانه و حمام مذهبی (میکوه ) ساخت. از اینجا بود که او و خانواده اش به همراه اکثر یهودیان یمنی در سال ۱۶۷۹ اخراج شدند. او در حدود سال ۱۷۲۰ میلادی درگذشت. پدرش یوسف بن ابیاد بن خلفون نیز حاخام و شاعر بود. دیوان شعری از شبازی مشتمل بر ۵۵۰ قصیده برای اولین بار توسط مؤسسه بن زوی در سال ۱۹۷۷ منتشر شد. او به زبان‌های عبری، آرامی و یهودی-عربی می‌نوشت. از دیگر آثار شبازی می‌توان به رساله ای در طالع بینی و تفسیر کابالیستی تورات اشاره کرد. قبر شبازی در تعز مورد احترام یهودیان و مسلمانان است. او گاهی اوقات «شکسپیر یمن» نامیده می‌شود.
او تفسیری بر تورات به نام همدث یمیم (روزهای خوش) نوشت. رهبری او در کمک به یهودیان یمن برای زنده ماندن از بدترین آزار و شکنجه در تاریخ این کشور بسیار مؤثر بود. موری (مردم یمن اغلب رهبران معنوی خود را «موری» به معنای «استاد من» یا «معلم من» می‌نامند). شبازی برای تلاوت در نهم ماه اوی، کناهی به یاد تبعید وحشتناک یهودیان در زمان حیات خود (معروف به تبعید موزا) از همه شهرها و روستاهای یمن به صحرای نامساعدی به نام موزا، در دورانی که ۲۰ درصد از یهودیان یمن از بین رفتند نوشت.
دیوان موری شبازی نه تنها به آن واقعه هولناک در سال ۱۶۷۹ اشاره دارد، بلکه به فرمان سرپوش در سال ۱۶۶۷ نیز اشاره دارد دیوان شبازی به بخشی اساسی از زندگی معنوی و فرهنگی یهودیان یمن تبدیل شده است.
به گفته پروفسور یوسف توبی، «تغییر اساسی انقلابی در شعر یمن با کار یوسف بن اسرائیل (قرن هفدهم) رخ داد، زمانی که شعر گفتن ابزار اصلی برای بیان معنوی یهودیان یمن شد و زمانی که موضوع تبعید و رستگاری حیاتی به خود گرفت و مشخص‌ترین اهمیت سیاسی را داشت. حتی بیشتر از آن، این تغییر را در شعر خویشاوند کوچکترش، شالوم شبازی، می‌یابیم.»
در دیوان شبازی اشعار طولانی آخرت شناختی فراوانی یافت می‌شود که به چند ده عدد می‌رسد و با کلمات براق، بُریق یا ترکیباتی شبیه به آن‌ها که نشانه ای از یک واقعه ماوراء الطبیعه است، باز می‌شود. در دیدگاه شبازی این لغت نشانه‌هایی که از آمدن ماشیاخ (مسیحا) خبر می‌دهند بود. بنیان‌گذار این گونه‌های بینش‌های شاعرانه رستگاری، یوسف بن اسرائیل است که شاعران بسیاری از جمله شبازی را که گفته می‌شود آن را تصحیح کرده است، در ردپای او دنبال کرده است. نمونه ای از سبک والای شعری شبازی در غزل زیر دیده می‌شود، اگرچه قافیه در ترجمه گم شده است:
"خداوند از منزل مقدس خود نظاره گر باشد و در یک چشم به هم زدن همه دشمنان قوم خود را بزند. در اینجا خداوند برمی‌خیزد و بر روی خط لوله می‌ایستد [برای قضاوت ستمگران] / او باید بگذارید یک فنجان زهر بخورند، اما شراب نه. فرشتگان ویرانگر به سوی آنها می‌شتابند تا با تیرهای آسمانی و با سلاح جنگی آنها را بزنند. ای صهیون برگرد و تسلی پسرت را ببین / وقتی قابیل به فنا داده شود. ای نجات دهنده من، روزی را فراخوان که غلاف شمشیر خود را بردارم و بر آنها بزنم، هر چه زیبا و دلپذیر است.}}

אם תחפצה בן איש לסודות נבחרו,
תקנה לך חבר ורעים יקרו,
בעבור יחי לבך ותשמח נפשך
שכל והנפש בטוב יתחברו.
ולבש ענוה מימי בחרותך
ומאס עצת ריקים אשר יתהרו.
ای پسر انسان، اگر برگزیده‌ترین رازها را جستجو کنی، خواهی یافت که هیچ چیز از همنشینی و دوست داشتنت برای خود دوستان برتری ندارد. چنین دستاوردی با خود تسریع قلب را به همراه دارد و به شما دلیل واقعی برای شادی در روح می‌دهد. خردمندی و تعالی روح باطن، هر دو، به حساب آن، برای خیر با هم پیوند ناپذیری خواهند داشت. بعلاوه، حتی از همان روزهای اول جوانی، لباس زیبای فروتنی بپوش، و توصیه افراد بیهوده ای را که خود را فخر کرده‌اند، رد کن. ”

شالوم شبازی قرن ۱۷ میلادی
گفته می‌شود موری شالوم شبازی نزدیک به ۱۵۰۰۰ شعر مذهبی در مورد تقریباً همه موضوعات در یهودیت سروده است که از این تعداد فقط حدود ۸۵۰ شعر از آزار و اذیت، زمان و کمبود چاپخانه در یمن جان سالم به در برده است. او دیوان خود را به زبان‌های یهودی-عربی، عبری و آرامی نوشت. هنگامی که در سال ۱۶۶۶ شایعاتی در مورد شبتای زوی به یمن رسید، بسیاری از یهودیان یمن، از جمله خود شبازی، به دنبال او کشیده شدند، با اینکه دادگاه شرعی یهودی در صنعا به‌طور کامل ایمان به این شبه مسیح را رد کرده بود. در شعر شبازی، آدون‌ها کل محیّه کل نشامه، به شبتای زوی اشاره می‌کند: «از کران زمین آواز شنیدیم: / غزالی صالح در شرق و غرب ظاهر شده است». «غزال عادل» (به عبری اصلی: زوی صدیق) کنایه ای از شبتای زوی (زوی به معنی غزال در عبری) است. همچنین گفته می‌شود که موری شالوم شبازی چندین شعر در مورد تبعید موزا (گلوت ماوزه) سروده است که در زمان خود شاهد آن بوده است.
در حال حاضر، دولت اسراییل و حاخامهای ارشد در تلاش هستند تا بقایای حاخام شبازی را به اسرائیل بیاورند. بسیاری از شعرهای او پیشگویی‌های مفصلی از بازگشت به اسرائیل با مردمش دارند.

## در فرهنگ عامه
شعر شبازی «ام ننعلو» (אם ננעלו) تبدیل به یک تک آهنگ موفق شد که توسط خواننده اسرائیلی «اُفرا حزا» که خانواده اش یمنی الاصل هستند خوانده شد و همچنین توسط خواننده یمنی داکلون تفسیر شده است. آهنگ‌های دیگری مانند «اسالک» (أسألک) نیز توسط افرا هزا و همچنین صهیون گولان، آهارون امرام و شوشانا داماری اجرا شده‌اند.
شعر معروف دیگری به نام «آهوات رعایا رتزونی» توسط زوهر آرگوف اجرا شد. گروه متال اسرائیلی، سرزمین یتیم، یکی از شعرهای او را به نام اولات هاتمید خواند.

## بزرگداشت

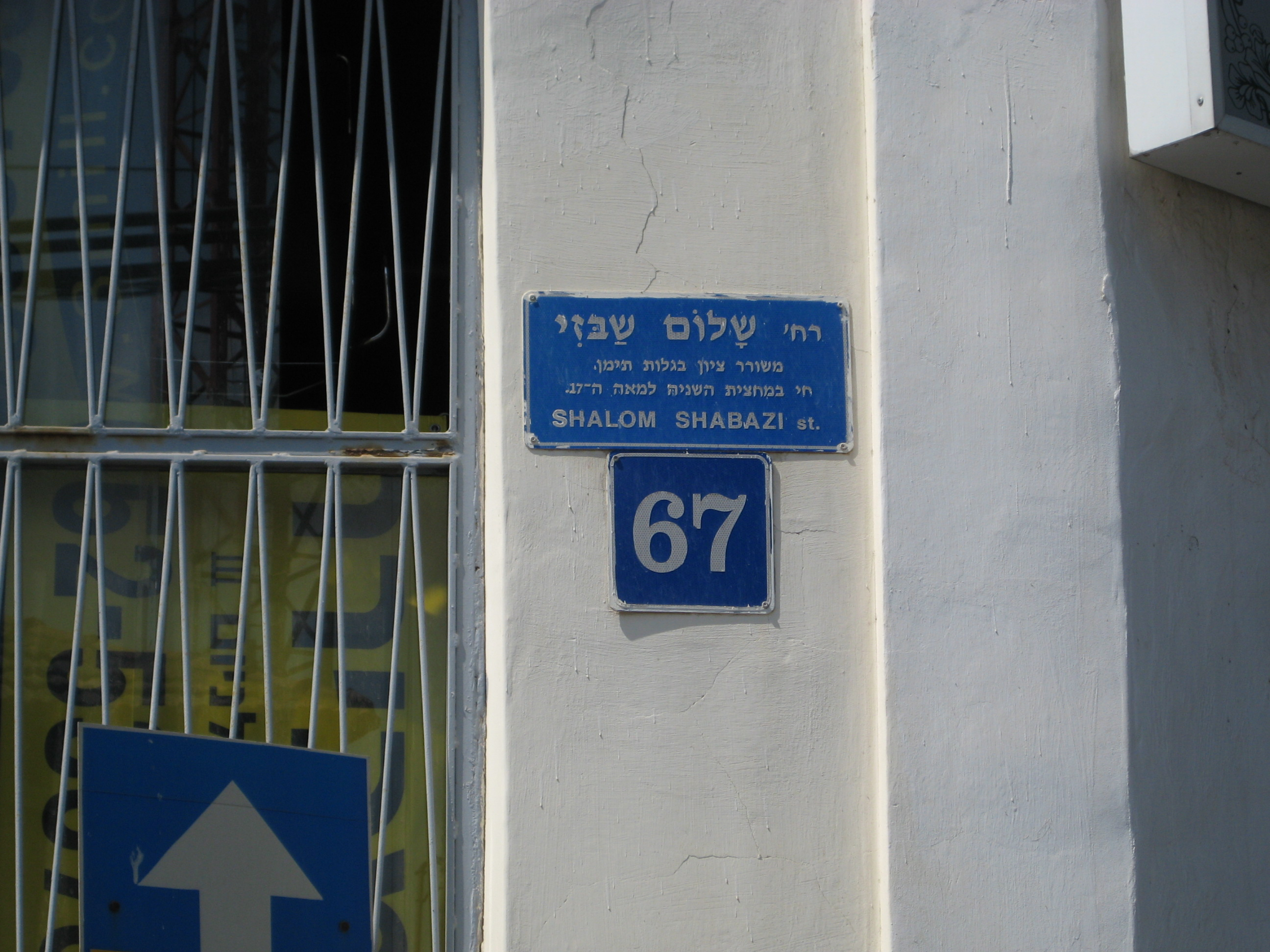
خیابان شالوم شبازی، تل آویو

خیابان‌هایی به نام او در محله ناچلاوت اورشلیم و نوی زدیک در تل آویو وجود دارند.